# Terje Isungset
Terje Isungset (né le 4 mai 1964 à Geilo) est un compositeur norvégien de jazz.

## Biographie
Terje Isungset compte plus de 40 morceaux sur commande, et a composé de la musique pour le théâtre, le ballet, la danse contemporaine et le cinéma. Pour les Jeux olympiques d'hiver de 2000, il compose le morceau Under Ice, interprétée avec Palle Mikkelborg et Lena Willemark. Des instruments en glace sont utilisés pour la première fois. Le CD est enregistré à Jukkasjärvi en 2001. En 2005, il lance l'idée de son propre festival et, en 2006, il crée le Ice Music Festival à Geilo en coopération avec Pål Knutsson Medhus. Isungset publie six albums sur le label All Ice Records. Il sort également un album avec Arve Henriksen, où ils jouent uniquement sur des instruments en verre fabriqués sur mesure. Dans le livre britannique Percussion Profiles, il se classe parmi les 25 percussionnistes les plus créatifs du monde.
Pour son album Igloo, il reçoit le prix Edvard 2007 dans la catégorie ouverte, et est également nommé pour le Spellemannprisen 2006 dans la même catégorie. En 2021, il reçoit le prix Egil Storbekken, un prix décerné aux personnes ayant apporté une contribution extraordinaire à la musique folklorique norvégienne.

## Discographie

### Albums studio
- 1990 : Rom (avec Karl Seglem)
- 1992 : Utla (Trio Utla)
- 1995 : Null g (avec Karl Seglem)
- 1997 : Reise (album solo)
- 2000 : Daa (avec Arve Henriksen et Karl Seglem)
- 2000 : Floating Rhythms
- 2002 : Fire (avec Karl Seglem)
- 2002 : Shadows and Lights (avec Frode Gjerstad)
- 2002 : Iceman Is
- 2003 : Song
- 2003 : Middle of Mist
- 2005 : Aikhi (avec Jurma Tapio)
- 2006 : Igloo (avec Sidsel Endresen)
- 2007 : Two Moons
- 2008 : Ice Concerts
- 2009 : Hibernation
- 2010 : Winter Songs
- 2014 : World of Glass (avec Arve Henriksen)
- 2015 : Isslottet
- 2016 : Oase (avec Sissel Vera Pettersen)
- 2018 : Beauty of Winter